# Piemonte Volley 2010-2011
Questa voce raccoglie le informazioni riguardanti il Piemonte Volley nelle competizioni ufficiali della stagione 2010-2011.

## Stagione
La stagione 2011-2012 è per il Piemonte Volley di Cuneo, sponsorizzata dalla Bre Banca e dal gruppo Lannutti, la ventiduesima annata consecutiva nel campionato di Serie A1. Dopo la conquista del primo storico scudetto la squadra rimane pressoché immutata, con un solo innesto rilevante: il centrale della nazionale russa Aleksandr Volkov. Salutano invece Cuneo il secondo palleggiatore Marco Nuti e il secondo libero Francesco Pieri, rimpiazzati rispettivamente da Bertrand Carletti, in arrivo dalla Sisley Volley di Treviso, e dal prodotto del vivaio Samuele Montagna, al rientro da un anno di prestito al Taranto Volley.
La stagione regolare vede i cuneesi costantemente secondi alle spalle della Trentino Volley, assoluta dominatrice del campionato. Questo piazzamento viene confermato sia al termine del girone di andata, con conseguente qualificazione alla Coppa Italia, che al termine di quello di ritorno. La squadra conclude la stagione regolare con 20 vittorie e 6 sconfitte. La brutta notizia arriva però dalla partita in casa contro Trento: i piemontesi perdono per un grave infortunio alla caviglia lo schiacciatore Simone Parodi.
Nei play-off scudetto i campioni d'Italia eliminano agevolmente ai quarti di finale la Marmi Lanza Verona in tre partite. La semifinale contro la Lube Banca Marche Macerata si risolve solo alla "bella": gara 5 consegna al Piemonte Volley la seconda finale scudetto consecutiva. Nel V-Day giocato a Roma al PalaLottomatica la squadra non riesce però a ripetere l'impresa dell'anno precedente: l'Itas Diatec Trentino vince con un perentorio 3-0.
Le soddisfazioni arrivano dai due restanti trofei nazionali. La Coppa Italia, nella final four disputata al PalaOlimpia di Verona, vede la Bre Banca Lannutti Cuneo vincente per la quinta volta in questa competizione. Dopo aver eliminato Perugia nei quarti di finale e Macerata in semifinale, la squadra vince la finale contro Trento e si aggiudica il trofeo.
Il 29 dicembre va invece in scena la sfida fra la vincente della Coppa Italia e i campioni d'Italia della passata stagione, che assegna la quindicesima Supercoppa italiana. Al PalaRuffini di Torino Cuneo porta a casa il trofeo vincendo 3-0. Si tratta della quarta affermazione della propria storia.
In virtù del titolo di campione d'Italia Cuneo è qualificata anche per la Champions League. Chiude la Pool B come seconda classificata, alle spalle del Maaseik, con 5 vittorie e 1 sconfitta. Nei play off 12 supera i russi del Volejbol'nyj klub Belogor'e, ma viene eliminata alle porte della Final Four dalla Volejbol'nyj klub Dinamo Moskva, che vince a Cuneo e poi si qualifica in casa grazie al Golden Set.

## Organigramma societario
Area direttiva
- Presidente: Valter Lannutti
- Dirigente: Pasquale Landolfo
- General manager: Marco Pistolesi

Area organizzativa
- Segretario generale: Giusy Bertolotto

Area comunicazione
- Relazioni esterne: Bruno Lubatti
- Ufficio stampa: Sara Comba

Area tecnica
- Allenatore: Alberto Giuliani
- Allenatore in seconda: Francesco Cadeddu
- Responsabile settore giovanile: Daniele Vergnaghi
- Preparatore/i atletico/i: Danilo Bramard
- Scout-man: Andrea Rinaudo

Area sanitaria
- Medici sociali: Stefano Carando, Guido Enrici
- Fisioterapisti: Francesco Zito, Gabriele Giorgis

## Rosa
| N. | Giocatore           | Ruolo | Data di nascita  | Nazionalità sportiva |
| -- | ------------------- | ----- | ---------------- | -------------------- |
| 1  | Luigi Mastrangelo   | C     | 17 agosto 1975   | Italia               |
| 2  | Hubert Henno        | L     | 6 ottobre 1976   | Francia              |
| 3  | Simone Parodi       | S     | 16 giugno 1986   | Italia               |
| 4  | Danijel Galić       | S     | 14 aprile 1987   | Croazia              |
| 5  | Francesco Fortunato | C     | 23 luglio 1977   | Italia               |
| 6  | Samuele Montagna    | L     | 8 giugno 1989    | Italia               |
| 7  | Wout Wijsmans       | S     | 17 luglio 1977   | Italia               |
| 8  | Bertrand Carletti   | P     | 19 aprile 1982   | Francia              |
| 9  | Nikola Grbić        | P     | 6 settembre 1973 | Serbia               |
| 10 | Jānis Pēda          | S/O   | 18 maggio 1985   | Lettonia             |
| 11 | Vladimir Nikolov    | S/O   | 3 ottobre 1977   | Bulgaria             |
| 12 | Giuseppe Patriarca  | S     | 23 marzo 1977    | Italia               |
| 13 | Andrea Rossi        | C     | 14 febbraio 1989 | Italia               |
| 18 | Aleksandr Volkov    | C     | 14 febbraio 1985 | Russia               |

## Mercato
| Acquisti | Acquisti          | Acquisti     | Acquisti      |
| R.       | Nome              | da           | Modalità      |
| -------- | ----------------- | ------------ | ------------- |
| P        | Bertrand Carletti | Treviso      | Definitivo    |
| S        | Danijel Galić     | HAOK Mladost | Definitivo    |
| L        | Samuele Montagna  | Taranto      | Fine prestito |
| C        | Aleksandr Volkov  | Dinamo Mosca | Definitivo    |

| Cessioni | Cessioni        | Cessioni            | Cessioni   |
| R.       | Nome            | a                   | Modalità   |
| -------- | --------------- | ------------------- | ---------- |
| S        | Andrea Ariaudo  | Volley Fossano (B2) | Definitivo |
| C        | Gregor Jerončić | Top Volley Gela     | Definitivo |
| P        | Marco Nuti      | Genova              | Definitivo |
| L        | Francesco Pieri | Top Volley Latina   | Definitivo |

- Il centrale Andrea Rossi viene ceduto il 16 dicembre 2010 alla Gherardi Svi Città di Castello con la formula del prestito[11].

## Risultati

### Serie A1

#### Girone d'andata
| 1ª giornata - 24 ottobre 2010 PalaBreBanca, Cuneo                    | Piemonte         | 3 - 0 | Umbria            | 25-16, 25-15, 25-20               |
| 2ª giornata - 31 ottobre 2010 PalaCredito di Romagna, Forlì          | Forlì            | 1 - 3 | Piemonte          | 25-23, 20-25, 18-25, 19-25        |
| 3ª giornata - 7 novembre 2010 PalaVerde, Treviso                     | Treviso          | 3 - 2 | Piemonte          | 22-25, 21-25, 25-21, 30-28, 15-12 |
| 4ª giornata - 14 novembre 2010 PalaBreBanca, Cuneo                   | Piemonte         | 3 - 0 | Top Volley Latina | 25-17, 25-21, 25-16               |
| 5ª giornata - 21 novembre 2010 Palazzetto dello Sport (Monza), Monza | Gabeca           | 1 - 3 | Piemonte          | 25-16, 24-26, 22-25, 23-25        |
| 6ª giornata - 28 novembre 2010 PalaBreBanca, Cuneo                   | Piemonte         | 3 - 0 | Modena            | 25-21, 25-22, 25-22               |
| 7ª giornata - 1º dicembre 2010 PalaValentia, Vibo Valentia           | Callipo          | 0 - 3 | Piemonte          | 17-25, 24-25, 19-25               |
| 8ª giornata - 5 dicembre 2010 PalaBreBanca, Cuneo                    | Piemonte         | 3 - 0 | M. Roma           | 25-18, 25-20, 25-13               |
| 9ª giornata - 11 dicembre 2010 PalaGrotte, Castellana Grotte         | New Mater        | 1 - 3 | Piemonte          | 19-25, 25-18, 22-25, 18-25        |
| 10ª giornata - 19 dicembre 2010 PalaBreBanca, Cuneo                  | Piemonte         | 1 - 3 | Lube              | 23-25, 25-16, 23-25, 14-25        |
| 11ª giornata - 26 dicembre 2010 PalaOlimpia, Verona                  | BluVolley Verona | 0 - 3 | Piemonte          | 19-25, 28-30, 20-25               |
| 12ª giornata - 2 gennaio 2011 PalaBreBanca, Cuneo                    | Piemonte         | 3 - 2 | Piacenza          | 25-21, 21-25, 25-18, 24-26, 17-15 |
| 13ª giornata - 9 gennaio 2011 PalaTrento, Trento                     | Trentino         | 3 - 0 | Piemonte          | 25-23, 25-11, 25-23               |

#### Girone di ritorno
| 1ª giornata - 16 gennaio 2011 PalaKemon, San Giustino          | Umbria            | 1 - 3 | Piemonte         | 22-25, 26-28, 25-22, 21-25        |
| 2ª giornata - 27 gennaio 2011 PalaBreBanca, Cuneo              | Piemonte          | 3 - 0 | Forlì            | 25-15, 25-17, 25-19               |
| 3ª giornata - 30 gennaio 2011 PalaBreBanca, Cuneo              | Piemonte          | 2 - 3 | Treviso          | 25-19, 25-19, 20-25, 26-28, 14-16 |
| 4ª giornata - 5 febbraio 2011 PalaBianchini, Latina            | Top Volley Latina | 1 - 3 | Piemonte         | 23-25, 19-25, 25-18, 18-25        |
| 5ª giornata - 13 febbraio 2011 PalaBreBanca, Cuneo             | Piemonte          | 3 - 1 | Gabeca           | 26-24, 20-25, 25-19, 25-23        |
| 6ª giornata - 16 febbraio 2011 PalaPanini, Modena              | Modena            | 2 - 3 | Piemonte         | 29-27, 22-25, 24-26, 25-20, 14-16 |
| 7ª giornata - 20 febbraio 2011 PalaBreBanca, Cuneo             | Piemonte          | 3 - 2 | Callipo          | 25-17, 23-25, 26-28, 25-18, 20-18 |
| 8ª giornata - 26 febbraio 2011 Palazzetto dello sport, Roma    | M. Roma           | 1 - 3 | Piemonte         | 25-21, 16-25, 20-25, 20-25        |
| 9ª giornata - 6 marzo 2011 PalaBreBanca, Cuneo                 | Piemonte          | 3 - 0 | New Mater        | 25-21, 25-19, 25-23               |
| 10ª giornata - 17 marzo 2011 Palasport Fontescodella, Macerata | Lube              | 0 - 3 | Piemonte         | 25-27, 19-25, 15-25               |
| 11ª giornata - 20 marzo 2011 PalaBreBanca, Cuneo               | Piemonte          | 3 - 0 | BluVolley Verona | 25-22, 25-19, 25-17               |
| 12ª giornata - 27 marzo 2011 PalaBanca, Piacenza               | Piacenza          | 3 - 2 | Piemonte         | 25-18, 25-15, 22-25, 18-25, 15-11 |
| 13ª giornata - 3 aprile 2011 PalaBreBanca, Cuneo               | Piemonte          | 2 - 3 | Trentino         | 21-25, 25-12, 26-24, 23-25, 20-22 |

#### Play-off scudetto
| Quarti di finale (gara 1) - 7 aprile 2011 PalaBreBanca, Cuneo          | Piemonte         | 3 - 0 | BluVolley Verona | 25-19, 25-20, 25-18               |
| Quarti di finale (gara 2) - 10 aprile 2011 PalaOlimpia, Verona         | BluVolley Verona | 2 - 3 | Piemonte         | 23-25, 20-25, 25-17, 25-15, 13-15 |
| Quarti di finale (gara 3) - 14 aprile 2011 PalaBreBanca, Cuneo         | Piemonte         | 3 - 0 | BluVolley Verona | 25-19, 25-19, 25-21               |
| Semifinale (gara 1) - 24 aprile 2011 PalaBreBanca, Cuneo               | Piemonte         | 3 - 1 | Lube             | 15-25, 25-23, 25-17, 25-21        |
| Semifinale (gara 2) - 27 aprile 2011 Palasport Fontescodella, Macerata | Lube             | 3 - 1 | Piemonte         | 25-23, 32-30, 17-25, 25-19        |
| Semifinale (gara 3) - 30 aprile 2011 PalaBreBanca, Cuneo               | Piemonte         | 2 - 3 | Lube             | 25-23, 23-25, 22-25, 25-20, 14-16 |
| Semifinale (gara 4) - 4 maggio 2011 Palasport Fontescodella, Macerata  | Lube             | 1 - 3 | Piemonte         | 23-25, 25-23, 23-25, 18-25        |
| Semifinale (gara 5) - 8 maggio 2011 PalaBreBanca, Cuneo                | Piemonte         | 3 - 2 | Lube             | 22-25, 25-20, 22-25, 25-23, 15-12 |
| Finale (V-Day) - 15 maggio 2011 PalaLottomatica, Roma                  | Trentino         | 3 - 0 | Piemonte         | 25-13, 25-22, 25-9                |

### Coppa Italia

#### Fase a eliminazione diretta
| Quarti di finale - 19 gennaio 2011 PalaBreBanca, Cuneo | Piemonte | 3 - 0 | Umbria   | 25-10, 25-16, 25-24               |
| Semifinale - 22 gennaio 2011 PalaOlimpia, Verona       | Piemonte | 3 - 2 | Lube     | 25-19, 16-25, 29-27, 23-25, 15-13 |
| Finale - 23 gennaio 2011 PalaOlimpia, Verona           | Trentino | 0 - 3 | Piemonte | 17-25, 19-25, 22-25               |

### Champions League

#### Fase a gironi
| 1ª giornata - 17 novembre 2010 Pabellón Municipal "Los Planos", Teruel | Teruel              | 2 - 3 | Piemonte            | 16-25, 25-20, 25-23, 21-25, 12-15 |
| 2ª giornata - 24 novembre 2010 PalaBreBanca, Cuneo                     | Piemonte            | 3 - 0 | Radnički Kragujevac | 25-21, 25-20, 25-12               |
| 3ª giornata - 8 dicembre 2010 PalaBreBanca, Cuneo                      | Piemonte            | 3 - 0 | Maaseik             | 25-18, 25-19, 25-17               |
| 4ª giornata - 14 dicembre 2010 Lotto Dome, Maaseik                     | Maaseik             | 3 - 1 | Piemonte            | 25-22, 15-25, 25-18, 25-23        |
| 5ª giornata - 5 gennaio 2011 Sportska Hala Jezero, Kragujevac          | Radnički Kragujevac | 0 - 3 | Piemonte            | 19-25, 20-25, 18-25               |
| 6ª giornata - 12 gennaio 2011 PalaBreBanca, Cuneo                      | Piemonte            | 3 - 1 | Teruel              | 24-26, 25-20, 25-18, 25-22        |

#### Fase a eliminazione diretta
| Play off 12 (andata) - 2 febbraio 2011 PalaBreBanca, Cuneo             | Piemonte            | 3 - 0 | Lokomotiv-Belogor'e | 25-23, 25-16, 25-20                         |
| Play off 12 (ritorno) - 9 febbraio 2011 Sports Palace Cosmos, Belgorod | Lokomotiv-Belogor'e | 1 - 3 | Piemonte            | 25-21, 13-25, 21-25, 18-25                  |
| Play off 6 (andata) - 2 marzo 2011 PalaBreBanca, Cuneo                 | Piemonte            | 1 - 3 | Dinamo Mosca        | 25-21, 22-25, 22-25, 22-25                  |
| Play off 6 (ritorno) - 10 marzo 2011 Dynamo Sports Palace, Mosca       | Dinamo Mosca        | 1 - 3 | Piemonte            | 22-25, 25-23, 17-25, 17-25 Golden set 15-11 |

### Supercoppa italiana
| Finale - 29 dicembre 2010 PalaRuffini, Torino | Piemonte | 3 - 0 | Trentino | 25-20, 25-23, 25-22 |

## Statistiche

### Statistiche di squadra
| Competizione        | Punti | In casa | In casa | In casa | In trasferta | In trasferta | In trasferta | Totale | Totale | Totale |
| Competizione        | Punti | G       | V       | P       | G            | V            | P            | G      | V      | P      |
| ------------------- | ----- | ------- | ------- | ------- | ------------ | ------------ | ------------ | ------ | ------ | ------ |
| Serie A1            | 61    | 18      | 14      | 4       | 16           | 12           | 4            | 35     | 26     | 9      |
| Coppa Italia        | -     | 1       | 1       | 0       | 0            | 0            | 0            | 3      | 3      | 0      |
| Champions League    | 14    | 5       | 4       | 1       | 5            | 4            | 1            | 10     | 8      | 2      |
| Supercoppa Italiana | -     | 0       | 0       | 0       | 0            | 0            | 0            | 1      | 1      | 0      |

G = partite giocate; V = partite vinte; P = partite perse

### Statistiche dei giocatori
| Giocatore      | Serie A1 | Serie A1 | Serie A1 | Serie A1 | Serie A1 | Coppa Italia | Coppa Italia | Coppa Italia | Coppa Italia | Coppa Italia | Champions League | Champions League | Champions League | Champions League | Champions League | Supercoppa Italiana | Supercoppa Italiana | Supercoppa Italiana | Supercoppa Italiana | Supercoppa Italiana | Totale | Totale | Totale | Totale | Totale |
| Giocatore      | P        | PT       | AV       | MV       | BV       | P            | PT           | AV           | MV           | BV           | P                | PT               | AV               | MV               | BV               | P                   | PT                  | AV                  | MV                  | BV                  | P      | PT     | AV     | MV     | BV     |
| -------------- | -------- | -------- | -------- | -------- | -------- | ------------ | ------------ | ------------ | ------------ | ------------ | ---------------- | ---------------- | ---------------- | ---------------- | ---------------- | ------------------- | ------------------- | ------------------- | ------------------- | ------------------- | ------ | ------ | ------ | ------ | ------ |
| B. Carletti    | 22       | 20       | 8        | 9        | 3        | 1            | 1            | 0            | 0            | 1            | 7                | 11               | 4                | 4                | 3                | 1                   | 0                   | 0                   | 0                   | 0                   | 31     | 32     | 12     | 13     | 7      |
| F. Fortunato   | 27       | 122      | 75       | 44       | 3        | 1            | 1            | 1            | 0            | 0            | 5                | 23               | 11               | 12               | 0                | -                   | -                   | -                   | -                   | -                   | 33     | 146    | 87     | 56     | 3      |
| D. Galijć      | 4        | 11       | 10       | 0        | 1        | -            | -            | -            | -            | -            | 3                | 6                | 6                | 0                | 0                | -                   | -                   | -                   | -                   | -                   | 7      | 17     | 16     | 0      | 1      |
| N. Grbić       | 31       | 95       | 44       | 38       | 13       | 3            | 9            | 5            | 3            | 1            | 9                | 30               | 14               | 15               | 1                | 1                   | 5                   | 3                   | 1                   | 1                   | 44     | 139    | 66     | 57     | 16     |
| H. Henno       | 35       | -        | -        | -        | -        | 3            | -            | -            | -            | -            | 10               | -                | -                | -                | -                | 1                   | -                   | -                   | -                   | -                   | 49     | -      | -      | -      | -      |
| L. Mastrangelo | 28       | 209      | 124      | 71       | 14       | 3            | 21           | 12           | 8            | 1            | 8                | 72               | 32               | 34               | 6                | 1                   | 9                   | 5                   | 2                   | 2                   | 40     | 311    | 173    | 115    | 23     |
| S. Montagna    | 8        | -        | -        | -        | -        | -            | -            | -            | -            | -            | -                | -                | -                | -                | -                | -                   | -                   | -                   | -                   | -                   | -      | -      | -      | -      | -      |
| V. Nikolov     | 33       | 550      | 459      | 45       | 46       | 3            | 39           | 31           | 4            | 4            | 9                | 138              | 112              | 13               | 13               | 1                   | 9                   | 8                   | 1                   | -                   | 46     | 736    | 610    | 63     | 63     |
| S. Parodi      | 24       | 332      | 262      | 36       | 34       | 3            | 47           | 39           | 6            | 2            | 10               | 133              | 107              | 14               | 12               | 1                   | 12                  | 11                  | 1                   | 0                   | 38     | 524    | 419    | 57     | 48     |
| G. Patriarca   | 29       | 156      | 131      | 20       | 5        | 2            | 0            | 0            | 0            | 0            | 4                | 8                | 7                | 1                | 0                | 1                   | 0                   | 0                   | 0                   | 0                   | 36     | 164    | 138    | 21     | 5      |
| J. Peda        | 21       | 50       | 38       | 4        | 8        | 1            | 4            | 2            | 1            | 1            | 6                | 12               | 9                | 3                | 0                | -                   | -                   | -                   | -                   | -                   | 28     | 66     | 49     | 8      | 9      |
| A. Rossi       | 4        | 1        | 1        | 0        | 0        | -            | -            | -            | -            | -            | 1                | 0                | 0                | 0                | 0                | -                   | -                   | -                   | -                   | -                   | 5      | 1      | 1      | 0      | 0      |
| A. Volkov      | 32       | 287      | 179      | 66       | 42       | 3            | 31           | 19           | 8            | 4            | 9                | 75               | 34               | 28               | 13               | 1                   | 12                  | 8                   | 3                   | 1                   | 45     | 405    | 240    | 105    | 60     |
| W. Wijsmans    | 28       | 398      | 331      | 29       | 35       | 3            | 46           | 36           | 5            | 5            | 9                | 139              | 116              | 12               | 11               | 1                   | 8                   | 8                   | 0                   | 0                   | 41     | 591    | 494    | 46     | 51     |

P = presenze; PT = punti totali; AV = attacchi vincenti; MV = muri vincenti; BV = battute vincenti